# Sent Privat de Vallònga
Sent Privat de Vallònga (en francès Saint-Privat-de-Vallongue) és un municipi del departament francès del Losera, a la regió d'Occitània.